# Hannibal (1959)
Hannibal (Originaltitel: Annibale) ist ein italienischer Sandalenfilm aus dem Jahr 1959.
Es gab zwei unterschiedlich geschnittene Versionen des Films. Die Originalversion, die in Italien am 21. Dezember 1959 Premiere hatte  und 1960 auch in die deutschsprachigen Kinos kam, hat eine Länge von 95 Minuten. Auf dem US-amerikanischen Markt wurde im Juni 1960 eine Version mit 105 Minuten Länge veröffentlicht.

## Handlung
Hannibal, der große karthagische Feldherr, überquert mit seinen Kriegern die Alpen, um Rom anzugreifen. Um die Römer zu verunsichern, nimmt Hannibal Sylvia, die Tochter eines Senators, gefangen. Hannibal zeigt ihr seine Armee und lässt sie frei, in der Hoffnung, dass sie den Römern davon berichten wird und diese dadurch eingeschüchtert werden. Sylvia erfüllt ihre Mission jedoch nicht: Sie hat sich in Hannibal verliebt und kehrt zu ihm zurück. Beide werden von einer römischen Patrouille erwischt, Hannibal kann entkommen, aber Sylvia wird gefangen genommen und verbannt. Hannibal befreit sie und zieht mit seiner Armee gegen Rom, um die Römer zu überwältigen. Plötzlich taucht Hannibals wahre Frau auf und Sylvia flieht nach Rom, wo sie verhaftet und zum Tode verurteilt wird.

## Hintergrund
Hannibal ist der erste Film, in dem sowohl Bud Spencer (Carlo Pedersoli) als auch Terence Hill (Mario Girotti) – jeweils noch unter ihren bürgerlichen Namen, die englischen Pseudonyme entstanden erst 1967 bei Gott vergibt – Django nie! – spielten. Pedersoli hat dabei nur eine kleine Nebenrolle als Stammesführer Brutario, der mit Hannibal über den Durchzug durch seine Ländereien und dessen Preis verhandelt, und ist unter der umfangreichen Kostümierung kaum zu erkennen.

## Kritiken
„Ein abenteuerlich-malerischer Bilderbogen, angelegt als aufwendiges, aber entwaffnend naives Schaugemälde.“